# 富岡 (江東区)

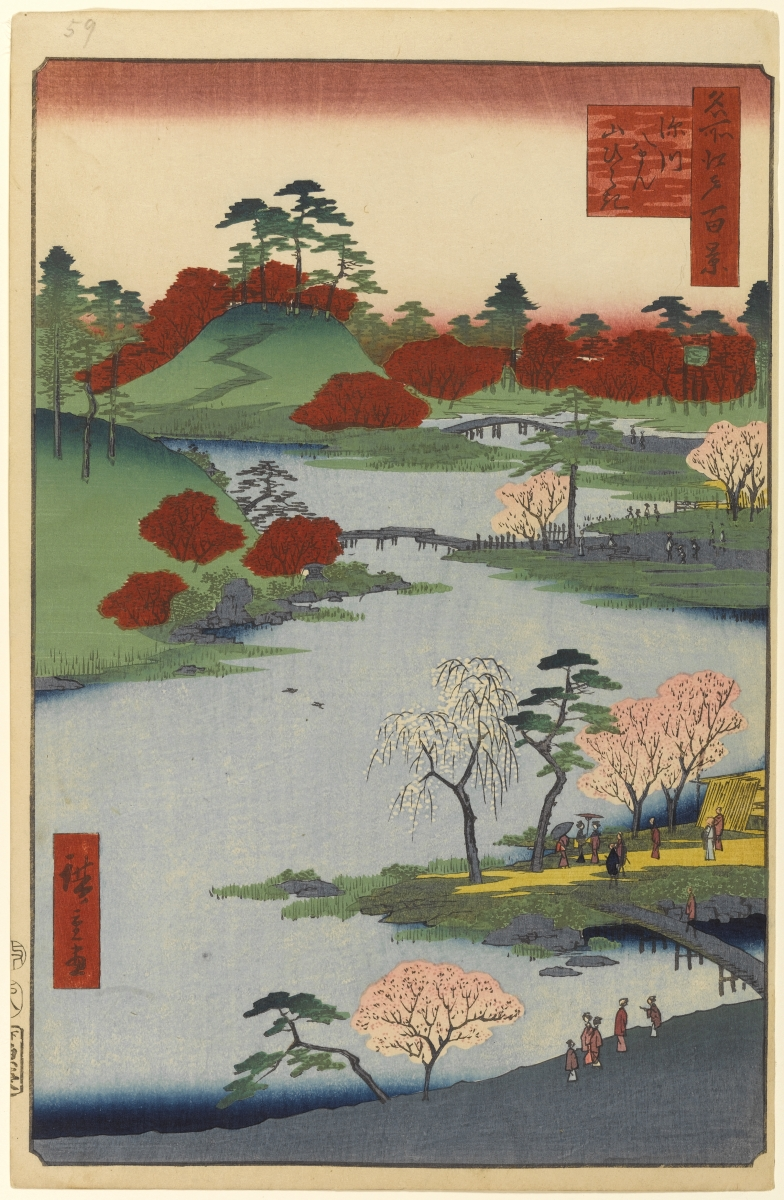
名所江戸百景「深川八まん山ひらき」

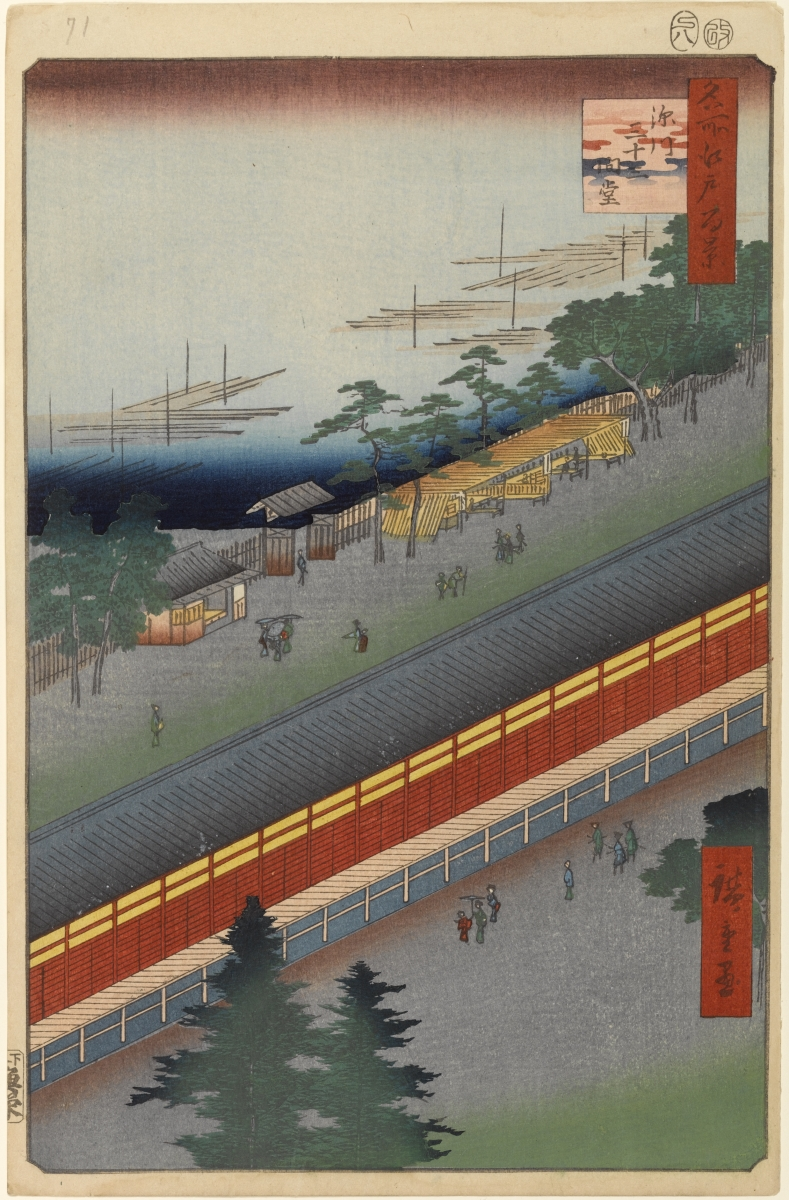
名所江戸百景「深川三十三間堂」

富岡（とみおか）は、東京都江東区の町名。現行行政地名は富岡一丁目および富岡二丁目。住居表示実施済区域。

## 地理
東京都江東区の西部に位置し、深川地域に属する。北で深川および冬木、東で木場、南で牡丹、西で門前仲町と隣接する。町内には富岡八幡宮のほか、深川不動尊がある。町域の西辺を平久川、南辺を大横川と接する。また、地区北部を首都高速道路が東西に走るが、町域内に出入口はない。八幡堀遊歩道を挟み、西側が富岡一丁目、東側に富岡二丁目が並ぶ。

### 地価
住宅地の地価は、2025年（令和7年）1月1日の公示地価によれば、富岡1-18-14の地点で73万9000円/m2となっている。

## 世帯数と人口
2023年（令和5年）1月1日現在（東京都発表）の世帯数と人口は以下の通りである。
| 丁目       | 世帯数    | 人口    |
| ---------- | --------- | ------- |
| 富岡一丁目 | 1,396世帯 | 2,068人 |
| 富岡二丁目 | 1,281世帯 | 1,869人 |
| 計         | 2,677世帯 | 3,937人 |

### 人口の変遷
国勢調査による人口の推移。
| 年                 | 人口  |
| ------------------ | ----- |
| 1995年（平成7年）  | 3,393 |
| 2000年（平成12年） | 3,278 |
| 2005年（平成17年） | 3,374 |
| 2010年（平成22年） | 3,611 |
| 2015年（平成27年） | 4,015 |
| 2020年（令和2年）  | 3,982 |

### 世帯数の変遷
国勢調査による世帯数の推移。
| 年                 | 世帯数 |
| ------------------ | ------ |
| 1995年（平成7年）  | 1,504  |
| 2000年（平成12年） | 1,618  |
| 2005年（平成17年） | 1,848  |
| 2010年（平成22年） | 2,175  |
| 2015年（平成27年） | 2,644  |
| 2020年（令和2年）  | 2,663  |

## 学区
区立小・中学校に通う場合、学区は以下の通りとなる（2023年4月時点）。
| 丁目       | 番地 | 小学校             | 中学校                 |
| ---------- | ---- | ------------------ | ---------------------- |
| 富岡一丁目 | 全域 | 江東区立数矢小学校 | 江東区立深川第三中学校 |
| 富岡二丁目 | 全域 | 江東区立数矢小学校 | 江東区立深川第三中学校 |

## 交通

### 鉄道
東京メトロ東西線 門前仲町駅の1番出入口、2番出入口が当地区に所在している。なお、当出入口から都営大江戸線ホームへ直接行くことはできない。

### バス
地域内を横断する永代通りに富岡一丁目、不動尊前停留所がある。以下の路線が乗り入れ、東京都交通局により運行されている。
- 都07系統：境川経由錦糸町駅行、門前仲町行
- 東20系統：東京都現代美術館前経由錦糸町駅行、東京駅丸の内北口行
- 東22系統：千田経由錦糸町駅行、東京駅丸の内北口行

### 道路・橋梁
道路
- 首都高速道路
  - 9号深川線
- 都道
  - 東京都道・千葉県道10号東京浦安線（永代通り）

橋梁
- 平久川
  - 汐見橋
- 大横川
  - 巴橋
  - 東富

## 事業所
2021年（令和3年）現在の経済センサス調査による事業所数と従業員数は以下の通りである。
| 丁目       | 事業所数  | 従業員数 |
| ---------- | --------- | -------- |
| 富岡一丁目 | 295事業所 | 2,277人  |
| 富岡二丁目 | 113事業所 | 2,828人  |
| 計         | 408事業所 | 5,105人  |

### 事業者数の変遷
経済センサスによる事業所数の推移。
| 年                 | 事業者数 |
| ------------------ | -------- |
| 2016年（平成28年） | 386      |
| 2021年（令和3年）  | 408      |

### 従業員数の変遷
経済センサスによる従業員数の推移。
| 年                 | 従業員数 |
| ------------------ | -------- |
| 2016年（平成28年） | 4,544    |
| 2021年（令和3年）  | 5,105    |

## 施設
行政
- 江東区役所富岡出張所（富岡一丁目）

教育
- 区立小学校
  - 江東区立数矢小学校

公園
- 深川公園

## 史跡
- 富岡八幡宮
- 深川不動尊

## その他

### 日本郵便
- 郵便番号 : 135-0047[3]（集配局 : 深川郵便局[16]）。